# Plus Minus Lista
Plus Minus Lista – lista przebojów nadawana w Radiu Zet od 5 września 2010, zawierająca zestaw 20 najnowszych piosenek (oraz propozycji do listy), emitowana obecnie codziennie od godz. 20.00 do 21.00, prowadzona przez Marcina Wojciechowskiego.

## Charakterystyka programu
Każde notowanie zawiera 20 utworów, które weszły do listy, i utwory, które są w tak zwanej poczekalni. Na stronie internetowej słuchacze mogą głosować na wybraną piosenkę i zgłaszać swoje propozycje; od nich zależy, na którym miejscu znajdzie się dana piosenka.
W 2017 roku została ponadto wyemitowana Lista przebojów wszech czasów, która miała aż 300 pozycji.
Od 4 lipca 2020 do kwietnia 2022, w związku z 30-leciem stacji, każde wydanie zawierało 30 piosenek.
W dniu 4 kwietnia 2022 roku lista zmieniła nazwę na „Plus Minus Lista”. Jej rozszerzeniem jest „Plus Minus Lista Extra” (emitowana od 21.00 do 24.00).